# St. Elisabeth (Hameln)

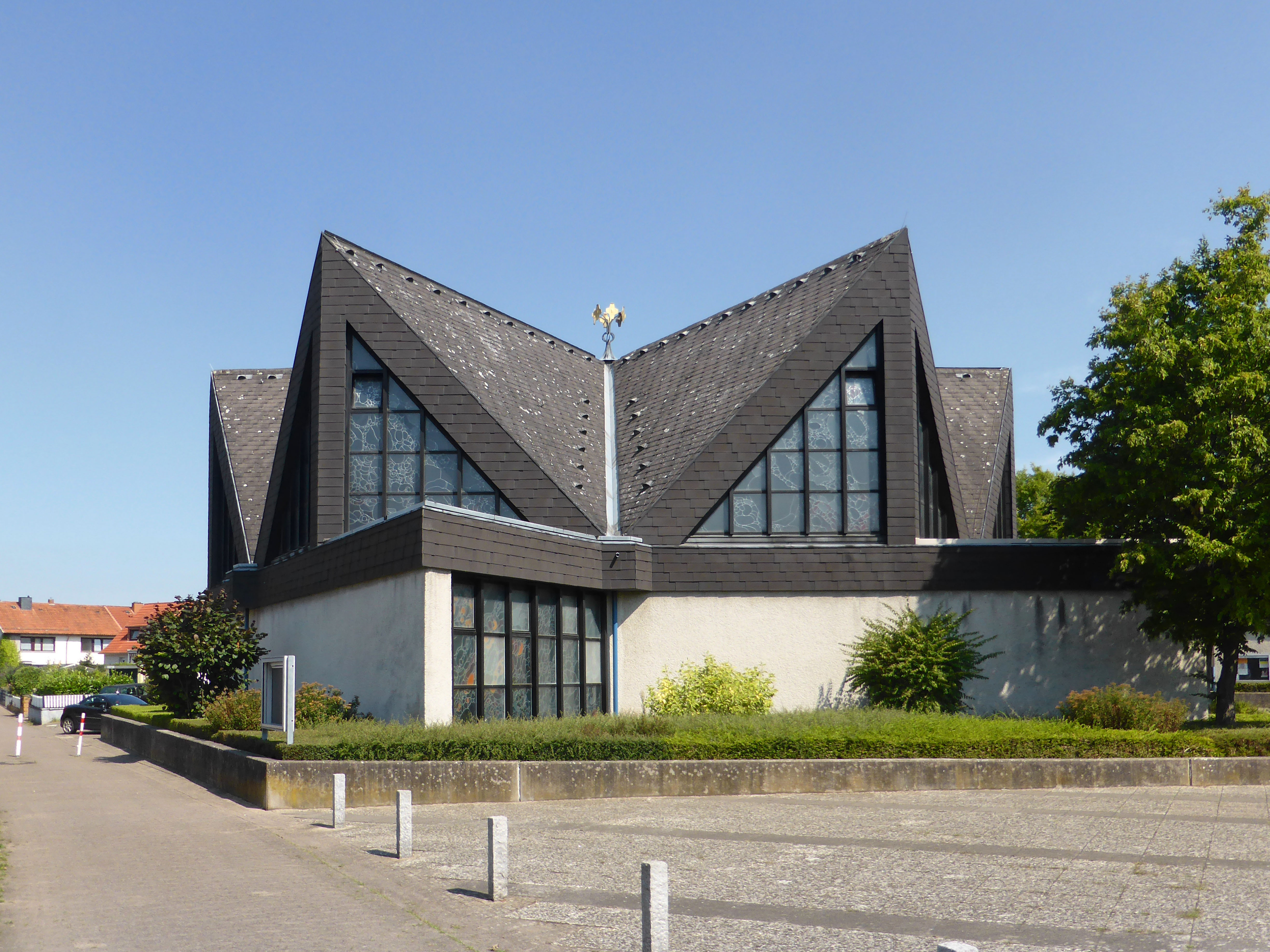
St.-Elisabeth-Kirche

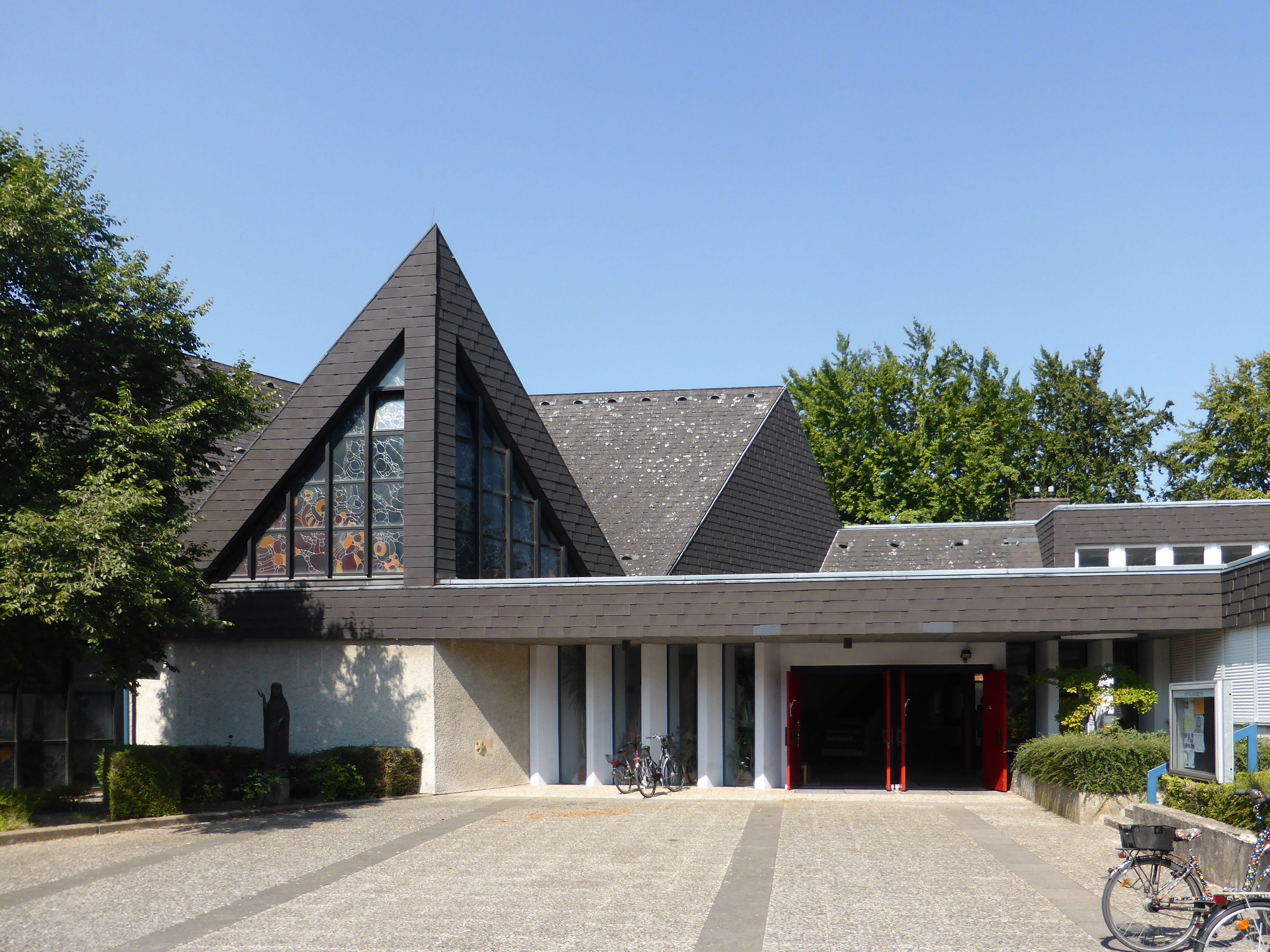
Eingang zur St.-Elisabeth-Kirche

Die Kirche Sankt Elisabeth ist eine römisch-katholische Kirche in Hameln, der Kreisstadt des Landkreises Hameln-Pyrmont in Niedersachsen. Die Pfarrkirche ist die jüngste Kirche im Dekanat Weserbergland des Bistums Hildesheim. Die nach der heiligen Elisabeth von Thüringen benannte Kirche steht auf dem Eckgrundstück Arndtweg 17 / Händelweg.

## Geschichte
1972 wurde die Kirchengemeinde als zweite katholische Kirchengemeinde der Stadt nach der St.-Augustinus-Gemeinde im Norden von Hameln gegründet. Ihre Gottesdienste fanden vom 8. April 1972 an bis zur Fertigstellung der St.-Elisabeth-Kirche im Jahre 1977 in der evangelischen Martin-Luther-Kirche statt. Zu dieser Zeit war Klaus-Ulrich Jung (1934–2015) Pastor der katholischen Kirchengemeinde.
1976 erfolgte die Grundsteinlegung für die St.-Elisabeth-Kirche, 1977 wurde sie erbaut. Bereits 1978 wechselte Jung als Pfarrer an die Liebfrauenkirche in Bad Harzburg. Am 1. Januar 1988 wurde die Kirchengemeinde St. Elisabeth zur Pfarrei erhoben. Von 1988 bis 1993 war der spätere Weihbischof Heinz-Günter Bongartz Pfarrer der Pfarrei St. Elisabeth. Im September 1994 konstituierte sich der Arbeitskreis Ökumene in der Nordstadt, zu dem neben den Gemeinden St. Elisabeth und Martin-Luther auch die Evangelisch-Freikirchliche Gemeinde (Baptisten) gehört.
Ab Mai 1996 bildete St. Elisabeth mit den Kirchengemeinden St. Bonifatius in Aerzen und St. Vizelin in Klein Berkel eine Seelsorgeeinheit. Seit 2004 unterstützt der Verein Freunde und Förderer der katholischen Kirchengemeinde St. Elisabeth Hameln e.V. die Pfarrgemeinde finanziell. Am 1. November 2006 fusionierten die drei Kirchengemeinden der Seelsorgeeinheit zur heutigen Pfarrgemeinde St. Elisabeth, wobei die Pfarrgemeinden St. Bonifatius und St. Vizelin in diesem Zusammenhang aufgehoben wurden. Am 1. September 2012 wurden die Dekanate Hameln-Holzminden, zu der die St.-Elisabeth-Kirche gehörte, und Bückeburg zum heutigen Dekanat Weserbergland vereinigt.

## Architektur und Ausstattung

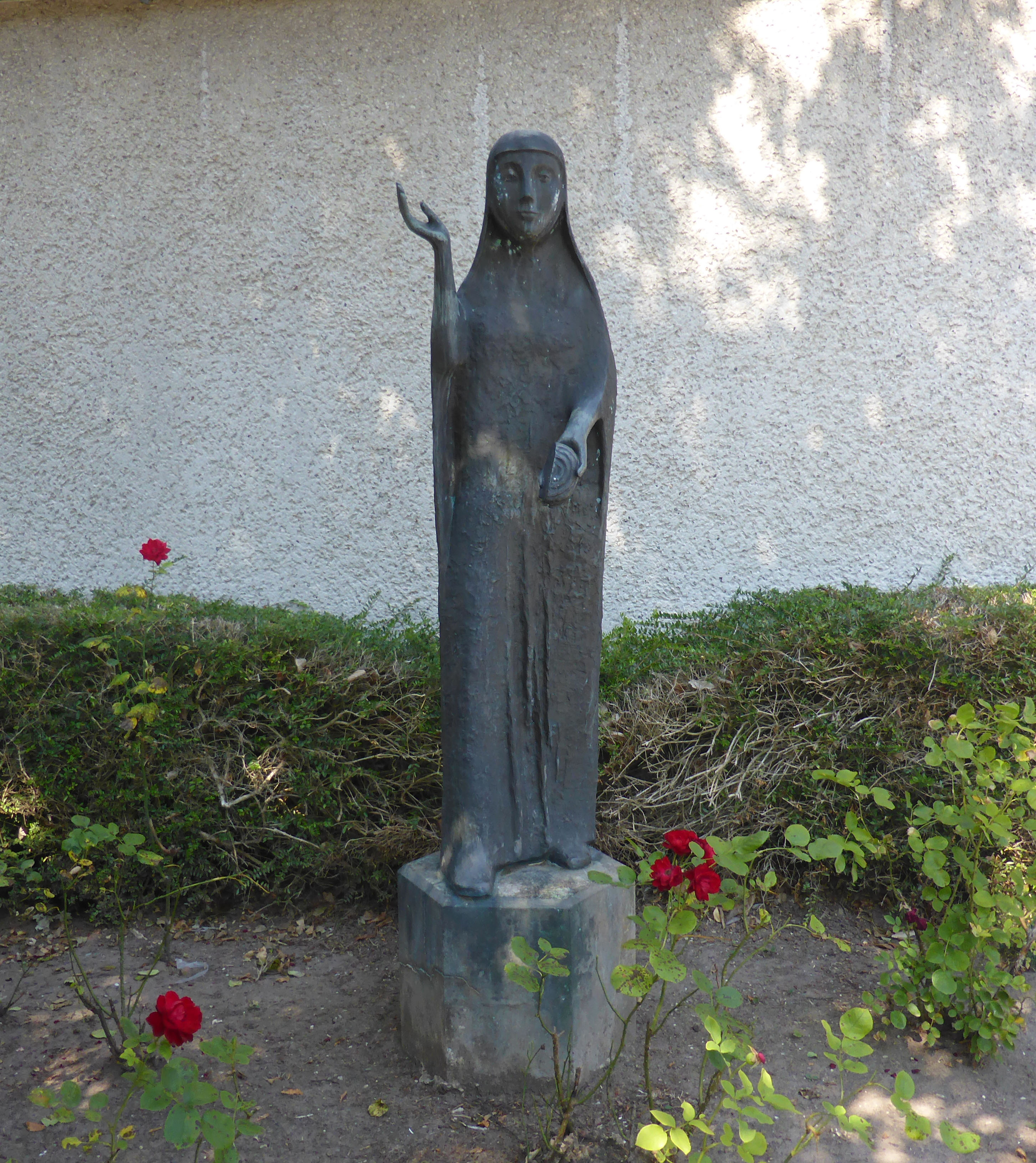
Elisabeth-Statue

Die Kirche wurde als Zentralbau nach Entwurf des Architekten Rossbach aus Hannover erbaut. Neben dem Eingang der Kirche steht eine Statue der heiligen Elisabeth.